# Madona kommun
Madonas novads är en kommun i Lettland. Den ligger i den centrala delen av landet, 130 km öster om huvudstaden Riga. Antalet invånare är 26 953. Arean är 2 153 kvadratkilometer.
Den nordvästra delen av kommunen ligger på Livländska höglandet. Förutom centralorten Madona ligger bland annat orterna Ļaudona, Kusa och Dzelzava i kommunen.